# Tethya
Genre
Les Tethya forment un genre d'éponges démosponges de la famille des Tethyidae. Les espèces de ce genre ont une symétrie sphérique, ce qui est exceptionnel chez les éponges qui, en général, n'ont pas de symétrie particulière.

## Liste d'espèces
Selon World Register of Marine Species (15 mars 2022) :
- Tethya actinia de Laubenfels, 1950
- Tethya acuta Sarà & Sarà, 2004
- Tethya amplexa Bergquist & Kelly-Borges, 1991
- Tethya andamanensis (Dendy & Burton, 1926)
- Tethya annona Sim-Smith, Hickman Jr & Kelly, 2021
- Tethya asbestella Lamarck, 1815
- Tethya aurantium (Pallas, 1766)
- Tethya beatrizae Ribeiro & Muricy, 2011
- Tethya bergquistae Hooper in Hooper & Wiedenmayer, 1994
- Tethya bitylastra Mácola & Menegola, 2018
- Tethya boeroi Sarà, 1992
- Tethya brasiliana Ribeiro & Muricy, 2004
- Tethya bullae Bergquist & Kelly-Borges, 1991
- Tethya burtoni Sarà & Sarà, 2004
- Tethya californiana de Laubenfels, 1932
- Tethya citrina Sarà & Melone, 1965
- Tethya coccinea Bergquist & Kelly-Borges, 1991
- Tethya communis Bergquist & Kelly-Borges, 1991
- Tethya comorensis Sarà, Corriero & Bavestrello, 1993
- Tethya compacta Bergquist, 1961
- Tethya cyanae Ribeiro & Muricy, 2004
- Tethya deformis Thiele, 1898
- Tethya dendyi Sarà & Sarà, 2004
- Tethya densa Sarà, 1992
- Tethya diploderma Schmidt, 1870
- Tethya ensis Sarà, Gómez & Sarà, 2001
- Tethya expansa Sarà & Sarà, 2004
- Tethya fastigata Bergquist & Kelly-Borges, 1991
- Tethya fissurata Lendenfeld, 1888
- Tethya flexuosa Sarà & Sarà, 2004
- Tethya gigantea (Lendenfeld, 1888)
- Tethya globostellata Lendenfeld, 1897
- Tethya globum Duchassaing & Michelotti, 1864
- Tethya gracilis Sarà, Sarà, Nickel & Brümmer, 2001
- Tethya gunni Sarà & Sarà, 2004
- Tethya hibernica Heim, Nickel, Picton & Brümmer, 2007
- Tethya hooperi Sarà & Sarà, 2004
- Tethya ignis Ribeiro & Muricy, 2004
- Tethya ingalli (Bowerbank, 1858)
- Tethya irisae Sorokin, Ekins, Yang & Cárdenas, 2019
- Tethya irregularis Sarà & Bavestrello, 1998
- Tethya japonica Sollas, 1888
- Tethya laevis (Lendenfeld, 1888)
- Tethya levii Sarà, 1988
- Tethya magna Kirkpatrick, 1903
- Tethya maza Selenka, 1879
- Tethya melinka Hajdu, Desqueyroux-Faúndez, Carvalho, Lôbo-Hajdu & Willenz, 2013
- Tethya meloni Corriero, Gadaleta & Bavestrello, 2015
- Tethya mexicana Sarà, Gómez & Sarà, 2001
- Tethya microstella Sarà, 1990
- Tethya minuta Sarà, Sarà, Nickel & Brümmer, 2001
- Tethya monstrosa (Burton, 1924)
- Tethya mortoni Bergquist & Kelly-Borges, 1991
- Tethya multifida (Carter, 1882)
- Tethya multistella Lendenfeld, 1888
- Tethya nicolae Ribeiro & Muricy, 2011
- Tethya norvegica (Bowerbank, 1872)
- Tethya novaecaledoniae Sarà, 1988
- Tethya nux (Selenka, 1867)
- Tethya omanensis Sarà & Bavestrello, 1995
- Tethya ornata Sarà, Bavestrello & Calcinai, 2000
- Tethya orphei Sarà, 1990
- Tethya ovum Sarà, Gómez & Sarà, 2001
- Tethya papillosa (Thiele, 1905)
- Tethya paroxeata Sarà, Gómez & Sarà, 2001
- Tethya parvistella (Baer, 1906)
- Tethya parvula Ribeiro & Muricy, 2011
- Tethya pellis Bergquist & Kelly-Borges, 1991
- Tethya peracuta (Topsent, 1918)
- Tethya popae Bergquist & Kelly-Borges, 1991
- Tethya pulchra Sarà, 1992
- Tethya pulitzeri Sarà & Sarà, 2004
- Tethya robusta (Bowerbank, 1873)
- Tethya rubra Ribeiro & Muricy, 2004
- Tethya samaaii Ribeiro & Muricy, 2011
- Tethya sarai Desqueyroux-Faúndez & van Soest, 1997
- Tethya seychellensis (Wright, 1881)
- Tethya simi Sarà, Bavestrello & Calcinai, 2000
- Tethya socius Sarà, Gómez & Sarà, 2001
- Tethya solangeae Ribeiro & Muricy, 2011
- Tethya sollasi Bergquist & Kelly-Borges, 1991
- Tethya songakensis Kim & Sim, 2005
- Tethya sorbetus Sim-Smith, Hickman Jr & Kelly, 2021
- Tethya stellagrandis (Dendy, 1916)
- Tethya stellodermis Sarà & Sarà, 2004
- Tethya stolonifera Bergquist & Kelly-Borges, 1991
- Tethya strongylata Sarà, Bavestrello & Calcinai, 2000
- Tethya taboga (de Laubenfels, 1936)
- Tethya tasmaniae Sarà & Sarà, 2004
- Tethya tenuisclera Sarà & Corriero, 1994
- Tethya topsenti Sarà, Bavestrello & Calcinai, 2000
- Tethya uljinensis Shim & Sim, 2008
- Tethya vacua Austin, Ott, Reiswig, Romagosa & McDaniel, 2014
- Tethya varians Sarà & Bavestrello, 1998
- Tethya viridis (Baer, 1906)
- Tethya wilhelma Sarà, Sarà, Nickel & Brümmer, 2001